# Mistrovství Evropy v boxu 2013
XXXX. mistrovství Evropy v boxu proběhlo v Minsku, Bělorusko ve dnech 1. až 8. června 2013. Organizátorem turnaje mistrovství Evropy byla  European Boxing Confederation (EUBC).

## Česká stopa
Šéftrenér reprezentace: Vasilij Larionov, trenér reprezentace: Miroslav Vrba
Na mistrovství Evropy startovalo za Česko 5 boxerů:
- −60 kg: Miroslav Šerban (* 1991) z BC DTJ Prostějov
- −64 kg: Zdeněk Chládek (* 1990) z SKP Sever Ústí nad Labem
- −69 kg: Robert Bilík (* 1991) z BC Boxing Ostrava
- −75 kg: Patrik Hejl (* 1991) z SSK Vítkovice
- −91 kg: Kamil Beníček (* 1992) z SSK Vítkovice

## Výsledky
| Muži   | Zlato                       | Stříbro                | Bronz                    | Bronz                   |
| ------ | --------------------------- | ---------------------- | ------------------------ | ----------------------- |
| –49 kg | Davit Ajrapetjan (RUS)      | Patrick Barnes (IRL)   | John Bateson (ENG)       | Salman Alizada (AZE)    |
| –52 kg | Andrew Selby (WAL)          | Michael Conlan (IRL)   | Elvin Mamišzada (AZE)    | Ovik Ogannisjan (RUS)   |
| –56 kg | John Joe Nevin (IRL)        | Mykola Bucenko (UKR)   | Vladimir Nikitin (RUS)   | Aram Avagjan (ARM)      |
| –60 kg | Pavlo Iščenko (UKR)         | Vazgen Safarjanc (BLR) | Dmitrij Poljanskij (RUS) | Miklós Varga (HUN)      |
| –64 kg | Armen Zakarjan (RUS)        | Dmitri Galagoț (MDA)   | Abdelmalik Ladjali (FRA) | Artjom Arutjunjan (GER) |
| –69 kg | Alexandr Besputin (RUS)     | Araik Marutjan (GER)   | Bohdan Šelesťuk (UKR)    | Pavel Kostromin (BLR)   |
| –75 kg | Jason Quigley (IRL)         | Bogdan Juratoni (ROU)  | Jevhen Chytrov (UKR)     | Zoltán Harcsa (HUN)     |
| –81 kg | Nikita Ivanov (RUS)         | Peter Müllenberg (NED) | Petru Ciobanu (MDA)      | Sergej Novikov (BLR)    |
| –91 kg | Alexej Jegorov (RUS)        | Tejmur Mammadov (AZE)  | Denys Pojacyka (UKR)     | Emir Ahmatović (GER)    |
| +91 kg | Magomedrasul Medžidov (AZE) | Sergej Kuzmin (RUS)    | Viktor Zujev (BLR)       | Joseph Joyce (ENG)      |

## Medailová bilance
V boxu se rozdělilo celkem 10 sad medailí.
| Pořadí | Stát              |       | Muži    | Muži  | Muži | Celkem |
| Pořadí | Stát              | Zlato | Stříbro | Bronz |      | Celkem |
| ------ | ----------------- | ----- | ------- | ----- | ---- | ------ |
| 1.     | Rusko (RUS)       |       | 5       | 1     | 3    | 9      |
| 2.     | Irsko (IRL)       |       | 2       | 2     | 0    | 4      |
| 3.     | Ukrajina (UKR)    |       | 1       | 1     | 3    | 5      |
| 4.     | Ázerbájdžán (AZE) |       | 1       | 1     | 2    | 4      |
| 5.     | Wales (WAL)       |       | 1       | 0     | 0    | 1      |
| 6.     | Bělorusko (BLR)   |       | 0       | 1     | 3    | 4      |
| 7.     | Německo (GER)     |       | 0       | 1     | 2    | 3      |
| 8.     | Moldavsko (MDA)   |       | 0       | 1     | 1    | 2      |
| 9.     | Rumunsko (ROU)    |       | 0       | 1     | 0    | 1      |
| 9.     | Nizozemsko (NED)  |       | 0       | 1     | 0    | 1      |
| 11.    | Anglie (ENG)      |       | 0       | 0     | 2    | 2      |
| 11.    | Maďarsko (HUN)    |       | 0       | 0     | 2    | 2      |
| 13.    | Francie (FRA)     |       | 0       | 0     | 1    | 1      |
| 13.    | Arménie (ARM)     |       | 0       | 0     | 1    | 1      |
| Celkem | Celkem            |       | 10      | 10    | 20   | 40     |